# Fatemeh Pahlavi
Fatemeh Pahlavi (in persiano فاطمه پهلوی‎; Teheran, 30 ottobre 1928 – Londra, 27 maggio 1987) è stata una principessa iraniana della dinastia Pahlavi, figlia di Reza Shah Pahlavi.

## Biografia

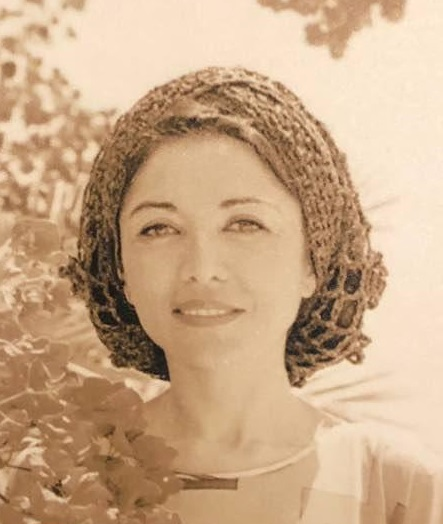
Fatemeh Pahlavi

Fatemeh Pahlavi nacque il 30 ottobre 1928 nel Palazzo di Marmo a Teheran, Iran, da Reza Pahlavi, Shah di Persia, e dalla sua consorte secondaria Esmat Dowlatshahi. Era la decima figlia per suo padre, ma la quarta, nonché prima e unica femmina, per sua madre. Aveva due fratellastri e tre sorellastre maggiori, tre fratelli maggiori e un fratello minore.
Nel 1941 suo padre fu deposto ed esiliato, e sul trono salì il fratellastro di Fatemeh, Mohammed Reza. Durante il suo regno, Fatemeh si occupò di imprenditoria: possedeva un bowling club e quote di aziende edilizia, cosmetiche, sportive e ingegneristiche. Si occupò anche di attività sociali, favorendo l'inclusione femminile nell'istruzione superiore e nello sport. Fra le sue attività, l'eredità del padre, morto nel 1944, e le estorsioni del suo secondo marito, accumulò un patrimonio di oltre mezzo miliardo di dollari.
Dopo aver completato il primo ciclo di studi in Iran, a Fatemeh venne permesso iscriversi al Converse College in America, nella Carolina del Sud, insieme alla sua dama Kokab Moarefi, ma dopo un solo anno (1947-1948) venne ritirata e fatta rientrare in Iran. Kokab invece finì gli studi laureandosi nel 1950.
Fatemeh riuscì anche a frequentare un corso britannico per piloti, divenendo la prima donna iraniana a ottenere la licenza di pilota elicotteristico. Dopo il suo primo volo in solitaria, donò al suo istruttore un orologio Omega Speedmaster come quelli regalati dallo Shah agli astronauti dell'Apollo 11, quando visitarono l'Iran come parte del tour mondiale dopo lo sbarco sulla Luna del 1969. All'inizio del 2021, l'orologio di Fatemeh fu venduto all'asta per 18.000 sterline.
Insieme agli altri membri della famiglia, Fatemeh lasciò l'Iran nel 1979, a seguito della rivoluzione islamica, che depose i Pahlavi e pose fine alla monarchia in Iran. Visse principalmente a Londra, dove morì di cancro a 58 anni, il 27 maggio 1987.

## Matrimoni e discendenza
Fatemeh Pahlavi si sposò due volte:
- Il 13 aprile 1950, a Civitavecchia, in Italia, sposò con rito civile Vincent Lee Hillyer (1924 – 7 luglio 1999). Dopo la sua conversione all'Islam, la cerimonia fu ripetuta con rito religioso il 10 maggio, all'ambasciata iraniana di Parigi. Hillyer era un amico di uno dei fratelli di Fatemeh, Abdul, e i due si erano incontrati durante una visita di lui in Iran. Il matrimonio non fu mai pienamente approvato dallo Shah Mohammed Reza, fratellastro di Fatemeh, né dall'opinione pubblica iraniana, che deprecava il matrimonio di una principessa con uno straniero. La coppia divorziò nel settembre 1959[3][16][19][20][21]. Ebbero due figli e una figlia:[18][21]
  - Kayvan Hillyer.
  - Rana Hillyer, morta nel 1954 a causa di una caduta accidentale.
  - Dariush Hillyer.
- Il 22 novembre 1959, a Teheran, sposò Mohammad Amir Khatami (1920-1975), comandante generale dell'aeronautica iraniana. Questa volta lo Shah partecipò alla cerimonia, insieme alla sua promessa sposa Farah Diba. Fatemeh rimase vedova il 12 settembre 1975[21][22]. Ebbero due figli e una figlia:[23]
  - Kambiz Khatami (nato nel 1961).
  - Pari Khatami (nata nel 1962).
  - Ramin Khatami (nato nel 1967).

## Onorificenze

### Nazionali
- Dama di Gran Cordone dell'Ordine delle Pleiadi, 2ª classe

### Straniere
- Dama di Gran Croce dell'Ordine al merito di Germania (21 ottobre 1965, Germania)